# Паган (хан Болгарії)
Паган (болг. Паган) — хан Болгарії з 767 по 768 рік.
Паган відносився до тієї частини болгарської аристократії, що виступала за мирні відносини з Візантією. Після сходження на престол Паган почав переговори з імператором Костянтином V. Не зважаючи на те, що імператор докоряв болгарам анархією в країні та неприйняттям колишнього хана Сабіна, миру вдалося досягти.
Але незабаром Костянтин V раптово вторгся на територію Болгарії, пройшов через гори в центральній частині країни і спалив кілька населених пунктів біля Плиски. Не встучаючи у протистояння із болгарськими військами, він так же швидко повернувся назад до Візантії.
Пагана після цього звинуватили у надмірній довірливості і він був змушений втікати. Біля сучасної Варни був убитий власними слугами.